# Alice Tambourine Lover
Alice Tambourine Lover è un gruppo musicale italiano che combina folk, blues e musica psichedelica con elementi desert rock. Si tratta di un duo bolognese, composto da Alice Albertazzi (voce, chitarra, cembalo) e Gianfranco Romanelli (dobro, chitarra resofonica).  Hanno all'attivo quattro album, pubblicati con l'etichetta Go Down Records.

## Storia
Gli Alice Tambourine Lover nascono nel 2011 a Bologna come side-project degli ALiX, band appartenente alla scena psych/stoner italiana, attiva dal 1995.
Il loro primo disco, Naked Songs, registrato in analogico da David Lenci a Sotto Il Mare Recording Studio di Povegliano Veronese (VR), esce nel 2012. Il montatore e regista italiano Walter Fasano sceglie il brano Hungry Thieves per inserirlo nella colonna sonora del film Bota Café dei registi Iris Elezi e Thomas Logoreci. Sempre nel 2012, il gruppo partecipa alla quinta edizione del Maximum Festival.
Nel 2013 esce il secondo album, Star Rovers, che include alcuni featuring, tra cui Conny Ochs alla voce (Gipsy Mind) e Laura Masi alla chitarra. Nel 2014 il duo si esibisce all'Home Festival di Treviso.
Nel 2015, il gruppo pubblica Like a Rose, registrato in analogico da Paride Lanciani agli Oxigen Recording Studio di Verzuolo (CN). L'album contiene due brani inediti di Dandy Brown (Hermano, Orquesta Del Desierto) e John Garcia (Kyuss, Unida, Hermano), e si avvale del contributo di Sergio Altamura alla chitarra. La copertina del disco è firmata dal fotografo californiano Ed Ross. L'11 agosto 2015 gli Alice Tambourine Lover si esibiscono nell'ambito della terza edizione del festival "Acieloaperto", rassegna musicale ospitata nella Rocca Malatestiana di Cesena. Qui aprono il concerto di Mark Lanegan (ex leader degli Screaming Trees).
Nel 2016 il duo partecipa al festival Into the Wood presso Carpegna (PU).
A settembre 2017 gli Alice Tambourine Lover partono per il Boulevard Tour, tour internazionale di concerti del duo con diverse tappe in Italia, Francia, Austria e Belgio, organizzato dalla Kool Things Promotions.
Down Below, quarto album del gruppo, registrato in analogico da Luca Tacconi a Sotto Il Mare Recording Studio, esce nel 2019, con la partecipazione di Dandy Brown (voce in Dance Away), Sergio Altamura (chitarra preparata in Train) e Andrea Albertazzi (armonica in Rubber Land). Lo stesso anno, Alice Albertazzi è una delle 12 artiste scelte per reinterpretare i brani dell'album Donna Circo, primo disco femminista italiano, concepito nel 1974 da Paola Pallottino e Gianfranca Montedoro e mai pubblicato. A giugno 2019 gli Alice Tambourine Lover aprono il concerto di Fantastic Negrito alla Rocca Malatestiana di Cesena (sempre nell'ambito del festival "Acieloaperto"), si esibiscono al Festival Beat di Salsomaggiore Terme e tornano a suonare al festival Into the Wood.
Nel 2021 pubblicano il 45 giri “Forse Non Sei Tu” per la Go Down Records. Un singolo contenente due brani in italiano, il primo su un testo del cantautore ligure Vittorio Carniglia e nel (lato b) una reinterpretazione di “Vorrei Incontrarti” di Alan Sorrenti

## Discografia
- 2012 - Naked Songs (Go Down Records)
- 2013 - Star Rovers (Go Down Records)
- 2015 - Like a Rose (Go Down Records)
- 2019 - Down Below (Go Down Records)
- 2021 - Forse Non Sei Tu (Go Down Records)